# În pământ te vei întoarce (Star Trek: Voyager)
„În pământ te vei întoarce” (titlu original: „Ashes to Ashes”) este al 18-lea episod din al șaselea sezon al serialului TV american științifico-fantastic Star Trek: Voyager și al 138-lea episod în total. A avut premiera la 1 martie 2000 pe canalul UPN.
Episodul a fost regizat de Terry Windell.

## Prezentare
O membră decedată a echipajului reapare, pretinzând că a fost readusă la viață de o rasă extraterestră, Kobali, care a adoptat-o între timp.

## Actori ocazionali
- Kim Rhodes - Lyndsay Ballard / Jhet'laya
- Marley S. McClean - Mezoti
- Manu Intiraymi - Icheb
- Kurt Wetherill - Azan
- Cody Wetherill - Rebi
- Scarlett Pomers - Naomi Wildman
- Kevin Lowe - Q'Ret